# Rudzie (rejon ignaliński)
Rudzie (lit. Rudžiai) – wieś na Litwie, w okręgu uciańskim, w rejonie ignalińskim, w starostwie Rymszany.

## Historia
W czasach zaborów wieś leżała w granicach Imperium Rosyjskiego.
W dwudziestoleciu międzywojennym wieś leżała w Polsce, w województwie nowogródzkim (od 1926 w województwie wileńskim), w powiecie brasławskim, w gminie Rymszany.
Według Powszechnego Spisu Ludności z 1921 roku zamieszkiwały tu 123 osoby, wszystkie były wyznania rzymskokatolickiego. Jednocześnie 117 mieszkańców zadeklarowało polską przynależność narodową, a 6 litewską. Było tu 20 budynków mieszkalnych. W 1931 w 25 domach zamieszkiwało 114 osób.
Wierni należeli do parafii rzymskokatolickiej w Rymszanach. Miejscowość podlegała pod Sąd Grodzki w m. Turmont i Okręgowy w Wilnie; właściwy urząd pocztowy mieścił się w Rymszanach.